# Croda delle Cornacchie
La Croda delle Cornacchie (3251 m s.l.m., Grawand in tedesco, anche Iceman Ötzi Peak a fini turistici) è una cima delle Alpi Venoste in Val Senales.
Domina l'abitato di Maso Corto, al quale è collegato tramite una funivia.
Il suddetto impianto è parte del più ampio comprensorio sciistico della Val Senales e ne costituisce il punto di maggiore elevazione.

## Nome
Il nome originario, Grawand, significa «parete grigia», mentre la traduzione italiana è frutto dell'italianizzazione del primo Novecento.

## Descrizione
Si tratta di una cima poco prominente, posta all'estremità occidentale della cresta d'alta quota che scende da Punta di Finale e, sebbene si trovi lungo il confine orografico tra Austria e Italia, è interamente in territorio italiano.
Il suo versante sud è caratterizzato da un'imponente muraglia di roccia scura mentre a nord viene raggiunto dal Ghiacciaio di Giogo Alto ((DE)  Hochjochferner) sul quale viene praticato sci invernale ed estivo.
Una funivia (Funivia Ghiacciai - (DE)  Gletscherbahn) collega l'abitato di Maso Corto (2011 m s.l.m.) con una forcella a poca distanza dalla vetta, su cui sorge il Glacier Hotel Grawand, l'hotel più alto d'Europa, a 3 212 m s.l.m..
A partire da agosto 2020 e in seguito alla costruzione di una nuova piattaforma panoramica sulla sommità della montagna, la stessa viene rinominata «Iceman Ötzi Peak» a scopo turistico. Da notare come però, il punto di ritrovamento della mummia di Ötzi sia circa 5 chilometri più ad est, nei pressi del Giogo di Tisa, raggiungibile dalla Croda delle Cornacchie solo attraverso percorso alpinistico.
La facilità con cui ci si può portare ai piedi della vetta e l'ottimo mantenimento del sentiero che la raggiunge la rende una cima relativamente semplice da salire.

## Itinerari
L'itinerario principale consiste in una semplice camminata di circa 5 minuti su scalinata metallica partendo dalla stazione a monte della Funivia dei Ghiacciai, ossia nei pressi dell'Hotel Grawand (3212 m s.l.m.).
In passato, prima della costruzione della suddetta funivia, la via normale consisteva nel raggiungimento della forcella su cui oggi sorge l'hotel risalendo il ghiacciaio, quindi tramite percorso di misto su semplici roccette si giungeva alla cima.
Un itinerario di grande interesse risulta essere quello della traversata della Croda delle Cornacchie passando per la sevaggia Valle Finale e l'omonimo passo, in genere percorso in discesa.